# Phillipsburg (Georgia)
Phillipsburg – jednostka osadnicza w Stanach Zjednoczonych, w stanie Georgia, w hrabstwie Tift.